# La Peña (Falcón)
Pour les articles homonymes, voir La Peña.
La Peña est la capitale de la paroisse civile de La Peña de la municipalité de Bolívar de l'État de Falcón au Venezuela.